# Trifluoruro di tiofosforile
Il trifluoruro di tiofosforile è il composto inorganico con formula PSF3. In questo fluoruro il fosforo è formalmente nello stato di ossidazione +5. In condizioni normali è un gas incolore che si idrolizza al contatto con acqua e si infiamma spontaneamente all'aria.

## Sintesi
Il trifluoruro di tiofosforile fu sintetizzato per la prima volta da Thorpe e Rodger nel 1888 riscaldando pentasolfuro di fosforo e fluoruro di piombo in assenza di aria e umidità:
{\displaystyle {\ce {3P2S5 + PbF2 -> 3PbS + PSF3}}}
Essi notarono che si otteneva PSF3 anche riscaldando P2S5 e BiF3, o da PbF2, zolfo e fosforo, oppure anche da AsF3 e PSCl3.
Successivamente sono stati descritti altri metodi per produrre il composto. Si può aggiungere fluoruro di sodio a PSCl3 in soluzione di acetonitrile. Altrimenti il trifluoruro di fosforo può reagire con solfuro di idrogeno, purché a 200 ºC e 4000 atm:
{\displaystyle {\ce {PF3 + H2S -> PSF3 + H2}}}
Si può anche far reagire sotto pressione PF3 e zolfo.

## Proprietà
Il trifluoruro di tiofosforile è un composto molecolare polare. La forma della molecola è di tipo tetraedrico, con simmetria C3v. La distanza P-S risulta 187±3 pm, quella P-F 153±2 pm e l'angolo F-P-F è 100,3°±2°.

## Reattività
La chimica del trifluoruro di tiofosforile fu caratterizzata già da Thorpe e Rodger nel 1889. In condizioni normali il composto è un gas molto reattivo; sotto pressione condensa formando un liquido incolore. All'aria in presenza di umidità si infiamma spontaneamente con una fiamma di colore variabile dal blu al grigio-verde a seconda delle condizioni, mentre si producono fumi bianchi. Con ossigeno secco la combustione può non essere spontanea e la fiamma è di colore giallo. I prodotti finali sembrano essere PF5, P2O5 e SO2. Una particolarità di queste fiamme è la loro bassa temperatura. Thorpe e Rodger notarono:
Si decompone per riscaldamento formando zolfo, fosforo e fluoruri di zolfo.
Se riscaldato in un tubo di vetro il composto si decompone attaccando il vetro, con formazione di SiF4, secondo la reazione:
{\displaystyle {\ce {4PSF3 + 3Si -> 3SiF4 + P4 + S4}}}
In acqua idrolizza rapidamente dando soluzioni acide, in accordo con la reazione:
{\displaystyle {\ce {PSF3 + 4H2O -> H2S + H3PO4 + 3HF}}}
In soluzione basica si scioglie più rapidamente che in acqua, dando luogo alla reazione
{\displaystyle {\ce {PSF3 + 6NaOH -> Na3PSO3 + 3NaF + 3H2O}}}
La reazione con ammoniaca gassosa porta alla formazione di fumi bianchi; i dati analitici sono in accordo con la reazione
{\displaystyle {\ce {PSF3 + 4NH3 -> 2NH4F + P(NH2)2SF}}}
Gli atomi di fluoro possono essere sostituiti per dare composti derivati come ad esempio PSF2Cl, PSFCl2, PSF2Br, PSFBr2, PSFClBr, PS(NCO)3 e PS(NCS)3. Sono noti anche composti condensati come P2S4F4.